# Templo conventual de San Jerónimo (Puebla)
El Templo conventual de San Jerónimo, también conocido como la Iglesia de San Jerónimo, es un templo católico de estilo neoclásico dedicado a Jerónimo de Estridón, edificado en el siglo XVII y ubicado en el Centro de la Puebla, México.

## Historia
En 1586, el padre Hernando Jerónimo de Santander funda un colegio de niñas bajo la advocación de San Jerónimo, con el apoyo económico del obrajero Don Juan Barranco. Sin embargo, es bajo el gobierno del obispo don Diego Romano que se traen 4 religiosas del de México para fundar formalmente el convento de Puebla. Las colegialas pasaron a un local ubicado al lado, bajo el nombre de Colegio de Jesús María (que se le quedó anexo hasta la extinción de ambos). No es sino hasta 1635 que se dedica el templo.
Durante el siglo XVIII el médico don Pedro de Horta es comisionado por las autoridades de este convento para estudiar los casos de las monjas que sufrían continuos ataques epilépticos. Pocos resultados logró en sus estudios, que sin embargo imprimió en una suerte de manual, que hibridaba sus investigaciones científicas con contenido religioso. Sin embargo, de nada sirvió la presencia del médico, puesto que al sacar en procesión una imagen de la Virgen de Guadalupe por los claustros del convento, se logró la curación milagrosamente en todas las monjas epilépticas. 

## Descripción

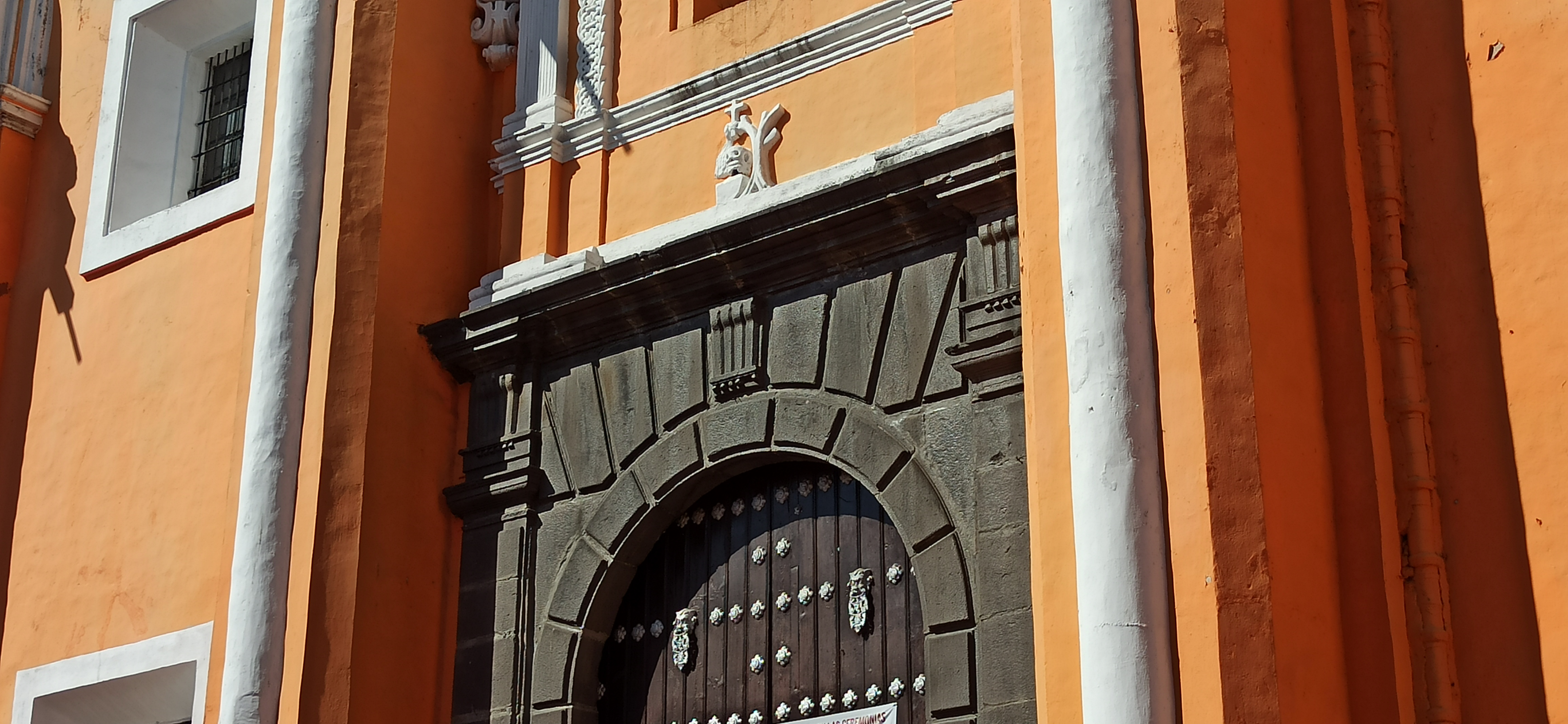
Puerta principal del Templo conventual de San Jerónimo

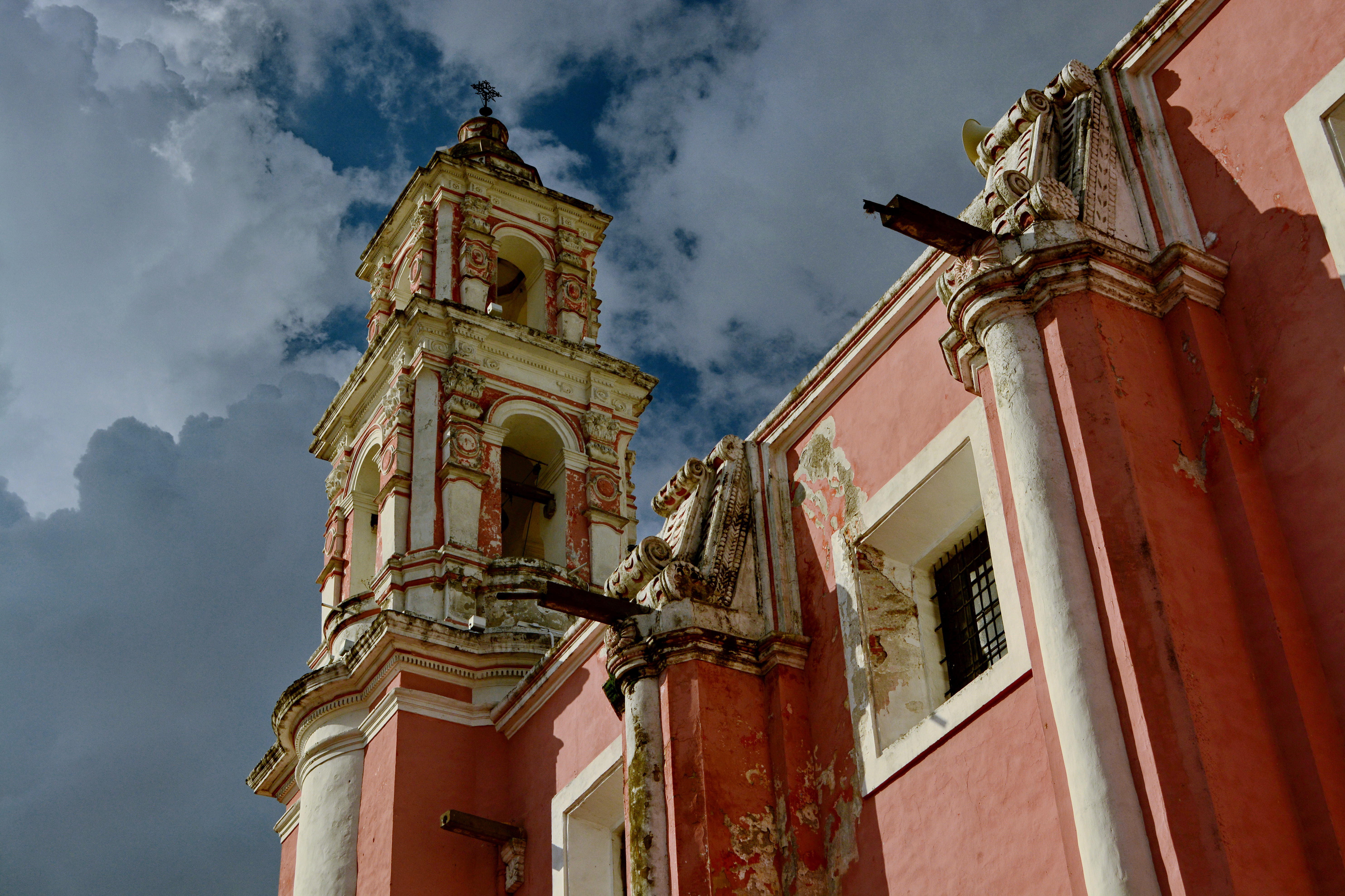
Campanario.

En la fachada, sobre la puerta principal de esta iglesia conventual se encuentran algunos símbolos que están asociados a San Jerónimo: una calavera que representa la vida ascética, una disciplina colgando de un árbol seco y el león en los clavos de la puerta, animal que la tradición señala que acompañó al santo hasta su muerte.
Los fuertes contrafuertes de su fachada rematan en roleos de argamasa y mascarones.
El interior del templo de estilo neoclásico fue renovado en el siglo XIX y presenta una gran decoración, en los muros laterales del presbiterio donde se encuentran las tribunas enrejadas por las que las religiosas participaban en los oficios divinos.
El coro alto y bajo conservan las celosías de hierro, que tenía por función ocultar a las monjas de los feligreses durante las celebraciones litúrgicas, así como una pintura de la Virgen con las monjas fundadoras.
Al centro del altar mayor se encuentra el patrono san Jerónimo, vestido como cardenal y sus discípulas, santa Paula y su hija, santa Eustoquia, consideradas las fundadoras espirituales de la rama femenina de la orden.